# هیپرپلازی سودوآنژیوماتوز استروما
هیپرپلازی سودوآنژیوماتوز استروما (انگلیسی: Pseudoangiomatous stromal hyperplasia) یا به اختصار «PASH»، به رشدِ بیش از حدِ یاخته‌های میوفیبروبلاستیک در بافت پستان گفته می‌شود که از نظر ظاهری، شباهت‌هایی به تغییرات بافتی فیبروآدنوما دارد.
اهمیت تشخیصیِ این بیماری در حال حاضر نامشخص است، اما به نظر می‌رسد خوش‌خیم باشد. مواردی از هیپرپلازی سودوآنژیوماتوز استروما تشخیص داده شده‌است که همزمان، تومورهای سرطانی هم در پستان وجود داشته است. گاهی نیز، تعداد و تراکم تومورهای PASH آنقدر زیاد است که غربالگری سرطان پستان را دشوار می‌کند و در نتیجه چاره‌ای جز ماستکتومی یک‌طرفه یا دوطرفه باقی نمی‌ماند.

## تشخیص
تشخیص قطعی هیپرپلازی سودوآنژیوماتوز استروما از طریق بافت‌برداری (بیوپسی) مقدور است. مهم‌ترین تشخیص افتراقی این بیماری، آنژیوسارکوم پستان است که نخستین بار در سال ۱۹۸۶ از آن افتراق داده شد.

### تشخیص افتراقی
- فیبروآدنوما
- آنژیوسارکوم پستان[۴]

## مدیریت درمانی
اینکه با «هیپرپلازی سودوآنژیوماتوز استروما» چه باید کرد، همچنان مورد بحث و اختلاف نظر است. برداشتن این ضایعه با جراحی ممکن است برای توده‌های بزرگ یا ضایعاتی با ویژگی‌های غیر معمول انجام شود.